# 湊丈俊
湊 丈俊（みなと たけとし、男性）は、日本の化学者、物理学者。学位は博士（理学）。自然科学研究機構分子科学研究所主任研究員。専門は、表面界面科学、物理化学。青森県三戸町出身

## 経歴
2005年　東京工業大学大学院総合理工学研究科 博士課程修了
2005年　理化学研究所 基礎特別科学研究員
2007年　東北大学国際高等研究教育機構 助教
2007年　理化学研究所 客員研究員　
2009年　Temple Uniersity化学専攻 客員研究員
2010年　産業技術総合研究所 客員研究員
2010年　応用物理学会 講演奨励賞受賞
2010年　総合研究奨励会 総合研究奨励賞受賞
2012年　理化学研究所 基幹研究所研究員
2012年　京都大学産官学連携本部 特定准教授
2012年　日本化学会 年会優秀講演賞（学術）受賞
2015年　欠陥を自在に操る新たな方法を発表
2017年　日本物理学会 若手奨励賞受賞
2017年　新化学技術推進協会 グリーン・サステイナブルケミストリー賞奨励賞受賞
2019年　フジサンケイビジネスアイ 先端技術大賞特別賞受賞
2019年　モバイル・コミュニケーション・ファンド ドコモ・モバイル・サイエンス賞優秀賞受賞
2019年　界面で流動性を失う水分子の直接可視化に成功
2020年　自然科学研究機構分子科学研究所　主任研究員